# Revuelta anarquista de 1933 en Labastida
Los días 8 y 9 de diciembre de 1933, se produjo en Labastida una revuelta anarquista que pretendió proclamar en la localidad el comunismo libertario en el marco de la insurrección anarquista de diciembre de 1933 en el estado español.
Esta revuelta se produjo fruto de la convulsa situación política española y la victoria de la Confederación Española de Derechas Autónomas (CEDA) en las elecciones generales de aquel año y la decisión entonces de la CNT de convocar a una huelga revolucionaria de carácter insurreccional.
En el transcurso de esa noche en Labastida, decenas de personas armadas, tomaron el ayuntamiento y quemaron el registro de la propiedad, después sitiaron el cuartel de la guardia civil, donde se intercambiaron disparos entre guardias y anarquistas, a consecuencia de los cuales murió un guardia civil. Finalmente con la llegada de la Guardia de Asalto al pueblo al amanecer, quedaría controlada totalmente la situación.
En el estado español la revuelta se extendió principalmente por Aragón, La Rioja, Extremadura y Andalucía. En Euskal Herria, salvo algunos disturbios y sabotajes puntuales no tuvo especial incidencia. En siete días la insurrección se daba por terminada y fracasada.

## Desarrollo
Hacia las 2 de la madrugada de la noche del 9 de diciembre de 1933 tal como habían planeado, una treintena de personas salieron a las calles de Labastida con la idea de tomar el pueblo y proclamar el comunismo libertario en la localidad.
Un grupo de estos presionaron a algunos vecinos para que les entregaran las armas que tuvieran en sus casas. Otro se dirigió donde el panadero dándole aviso que había estallado la revolución y que amasara pan para todo el pueblo. También se dirigieron al dueño del comercio de la localidad prohibiéndole que vendiera nada hasta nueva orden.
Otro grupo de personas después se dirigió hacia el cuartel de la Guardia Civil y otro al ayuntamiento. El grupo que se dirigió al cuartel de la guardia civil lo rodeó con idea tomarlo. Al enterarse los guardias se produjeron momentos de tensión y un intercambio de disparos que terminarían con un guardia civil herido y otro muerto, Pedro Garrido López.
El grupo que se dirigió al ayuntamiento entró en el a través de uno de los balcones de su fachada. Una vez dentro, cogieron el archivo del registro de la propiedad, los sacaron a la calle y le prendieron fuego. Además de estos archivos también se quemaron documentos de valor histórico del pueblo y otros archivos del ayuntamiento.
Finalmente, se dio aviso a las autoridades y se envió a Labastida a la Guardia de asalto que tomó el pueblo realizando una veintena de detenciones e incautando diversas armas y explosivos.

## Consecuencias
Los acusados de la revuelta de Labastida fueron sometidos a a tres juicios. Un Tribunal de urgencia celebrado el 29 y 30 de diciembre de 1933, condenó a 26 de ellos, a penas de prisión de 12 y 2 años de prisón menor para un menor de edad. Tres personas fueron absueltas.
El 12 de marzo de 1933 se instruyó otra pieza de la causa contra 6 personas más. Dos de ellas fueron condenadas a 12 años de prisión y otra más, al ser menor de 17 años, a 2 años.
Los días 13 y 14 de julio de 1934, se realizó un Consejo de Guerra en Vitoria contra quienes intentaron asaltar el puesto de la Guardia civil y mataron a uno de sus miembros. 13 personas fueron acusadas. Nunca llegó a saberse quien disparó el arma que causó la muerte del guardia civil. Finalmente fueron sentenciados a penas de entre 22 y 2 años de prisión. El fiscal recurrió al Tribunal supremo la sentencia y finalmente elevó las penas y sentencio a cinco de ellos a la pena de muerte.
El 21 de abril de abril de 1934, se aprobó un proyecto de ley de amnistía, que inicialmente estaba destinado a los autores de la Sanjurjada que también benefició a muchos de los insurrectos de 1933, entre ellos la mayoría de los acusados de Labastida.
El 3 de mayo de 1935 el Tribunal Supremo dictó el indulto para los acusados a la pena de muerte.
El 16 de febrero de 1936 el Frente Popular ganó las elecciones generales y una prometida amnistía liberó entre ellos, a los anarquistas de Labastida que aún continuaban en prisión.

## Véase, también
- Anarquismo en España
- Comunismo libertario
- Labastida
- Insurrección anarquista de diciembre de 1933